# Episodi di Streghe (serie televisiva 1998) (seconda stagione)
La seconda stagione della serie televisiva Streghe, composta da 22 episodi, è andata in onda negli Stati Uniti sul canale The WB dal 30 settembre 1999 al 18 maggio 2000.
In Italia la stagione è andata in onda su Rai 2 dall'8 marzo 2000 al 7 marzo 2001.
In questa stagione manca un antagonista principale.
A partire da questa stagione entrano nel cast principale Brian Krause, Greg Vaughan e Karis Paige Bryant. Al termine di questa stagione escono dal cast principale Greg Vaughan e Karis Paige Bryant.
| nº | Titolo originale                     | Titolo italiano                 | Prima TV USA      | Prima TV Italia  |
| -- | ------------------------------------ | ------------------------------- | ----------------- | ---------------- |
| 1  | Witch Trial                          | L'anniversario                  | 30 settembre 1999 | 8 marzo 2000     |
| 2  | Morality Bites                       | Viaggio nel futuro              | 7 ottobre 1999    | 8 marzo 2000     |
| 3  | The Painted World                    | Il quadro incantato             | 14 ottobre 1999   | 15 marzo 2000    |
| 4  | The Devil's Music                    | La musica del diavolo           | 21 ottobre 1999   | 15 marzo 2000    |
| 5  | She's a Man, Baby, a Man!            | Prue cambia sesso               | 4 novembre 1999   | 22 marzo 2000    |
| 6  | That Old Black Magic                 | Quella vecchia bacchetta magica | 11 novembre 1999  | 22 marzo 2000    |
| 7  | They're Everywhere                   | La voce del pensiero            | 18 novembre 1999  | 29 marzo 2000    |
| 8  | P3 H2O                               | L'amore di Sam                  | 9 dicembre 1999   | 29 marzo 2000    |
| 9  | Ms. Hellfire                         | La signorina Hellfire           | 13 gennaio 2000   | 5 aprile 2000    |
| 10 | Heartbreak City                      | Cupido                          | 20 gennaio 2000   | 5 aprile 2000    |
| 11 | Reckless Abandon                     | Istinto materno                 | 27 gennaio 2000   | 12 aprile 2000   |
| 12 | Awakened                             | Il risveglio                    | 3 febbraio 2000   | 19 aprile 2000   |
| 13 | Animal Pragmatism                    | San Valentino                   | 10 febbraio 2000  | 26 aprile 2000   |
| 14 | Pardon My Past                       | Il fascino del male             | 17 febbraio 2000  | 3 maggio 2000    |
| 15 | Give Me a Sign                       | Il segnale                      | 24 febbraio 2000  | 4 ottobre 2000   |
| 16 | Murphy's Luck                        | L'angelo nero                   | 30 marzo 2000     | 14 febbraio 2001 |
| 17 | How to Make a Quilt Out of Americans | L'eterna giovinezza             | 6 aprile 2000     | 14 febbraio 2001 |
| 18 | Chick Flick                          | Mondo di celluloide             | 20 aprile 2000    | 21 febbraio 2001 |
| 19 | Ex Libris                            | Il segreto di Leo               | 27 aprile 2000    | 21 febbraio 2001 |
| 20 | Astral Monkey                        | Le tre scimmie                  | 4 maggio 2000     | 28 febbraio 2001 |
| 21 | Apocalypse, Not                      | I quattro dell'apocalisse       | 11 maggio 2000    | 28 febbraio 2001 |
| 22 | Be Careful What You Witch For        | Desideri pericolosi             | 18 maggio 2000    | 7 marzo 2001     |

## L'anniversario
- Titolo originale: Witch Trial
- Diretto da: Craig Zisk
- Scritto da: Brad Kern

### Trama
Sono passate tre settimane dalla morte di Andy e ancora nessun demone ha attaccato le tre sorelle. Una notte però uno spaventoso demone apre un passaggio in soffitta e ruba il Libro delle Ombre. Intanto Phoebe vorrebbe festeggiare con le sue sorelle il loro primo anniversario da streghe ma Prue è ancora sconvolta per la morte di Andy. Piper sta cercando di ottenere un finanziamento per acquistare un locale ma viene attaccata da una vecchia conoscenza: Jeremy. Il demone che ha rubato il libro infatti sta rileggendo e cancellando tutte le formule che hanno permesso di vincere i tanti stregoni che le tre ragazze hanno sconfitto in quest'ultimo anno. Piper aiutata dalle sorelle distrugge nuovamente Jeremy. Le tre ragazze intanto conoscono Dan e Jenny Gordon, i loro nuovi vicini. L'Uomo Nero attacca Piper e Phoebe che però riescono a distruggerlo. Phoebe ha una premonizione dove vede Nicholas che sta per uccidere Prue, ma la ragazza si ricorda la formula e annienta lo stregone. Prue, Piper e Phoebe capiscono che il demone che ha rubato il libro si trova in un piano astrale adiacente alla loro soffitta, quindi lo aprono e tentano di prendere il libro ma Prue esita e vengono sconfitte. Il demone è vicino a leggere l'ultima pagina del libro, quella che priverà le streghe dei loro poteri, ma le tre grazie allo spirito della nonna riescono a sconfiggere il demone e a riprendere il libro. Inoltre Piper potrà acquistare il locale che tanto desiderava grazie ad un prestito fatto da Prue e Phoebe che diventeranno socie di Piper nella gestione del pub, il famoso "P3".
- Guest star: Jennifer Rhodes (Penny Halliwell).
- Altri interpreti: Walter Phelan (Abraxas), Rick Cramer (Nicholas), Greg Cromer (Rob), Janet Wood (Mrs. Milton), Jesse Goins (Dottore), Matt Entriken (Assistente).
- Con: Mark Nearing (Paramedico).
- Non accreditati: Eric Scott Woods (Jeremy Burns), Amanda Wyss (Stevie).
- Nota. In questo episodio l'attore che interpretava Nicholas nella prima serie è cambiato, eppure Prue lo riconosce subito. Il P3 come si capirà in seguito starebbe per Piper, Prue e Phoebe che sarebbero le "P" e "3" che è il loro numero.

## Viaggio nel futuro
- Titolo originale: Morality Bites
- Diretto da: John Behring
- Scritto da: Chris Levinson e Zack Estrin

### Trama
Phoebe ha la tragica visione della sua morte bruciata, e così assieme alle sorelle fa un incantesimo per andare nel futuro. La magia le porta a vivere la loro vita di 10 anni dopo in cui Piper si ritrova ad essere la mamma di una bella bambina di nome Melinda avuta da Leo dal quale però è divorziata, Prue è a capo della Buckland, per questo la sua vita è totalmente occupata dal lavoro che le ruba anche il tempo per curarsi degli affetti, Phoebe invece si ritrova in una situazione ben più problematica. È in prigione e condannata a bruciare sul rogo per aver ucciso un uomo. Ha abusato del suo potere non per difendere ma per fare del male. Attraverso questa esperienza, le sorelle impareranno un'importante lezione di vita: "la magia non va mai usata per scopi personali". Phoebe viene bruciata sul rogo ma poi le tre sorelle verranno rispedite nel presente avendo recepito l'insegnamento, così Phoebe sarà salva.
- Guest star: Brian Krause (Leo Wyatt), Pat Skipper (Nathaniel Pratt).
- Altri interpreti: Clara Thomas (Melinda Halliwell), Lisa Connaughton (Anne), Sibila Vargas (Sierra Stone), Dan Horton (Cal Greene), Jennifer Hale (Capo del quartiere).

## Il quadro incantato
- Titolo originale: The Painted World
- Diretto da: Kevin Inch
- Scritto da: Constance M. Burge

### Trama
Una ragazza si presenta alla casa d'aste Buckland e consegna a Prue un quadro, spiegandole che è stato tramandato da generazioni dalla sua famiglia, ma che vuole disfarsene al più presto perché la spaventa. Prue presto capirà il perché: dentro il quadro è stato intrappolato un uomo da ben settant'anni, e attraverso un messaggio le chiede aiuto. Prue, convinta che si tratti di un innocente da salvare, cerca di aiutarlo, ma finisce anch'essa dentro il dipinto, che si rivela essere un posto pieno di trappole mortali. L'uomo racconta a Prue di essere stato rinchiuso lì dall'autrice del quadro, una strega che era stata la sua fidanzata e che lui aveva lasciato, che si era così vendicata. Poco dopo anche Piper, tentando di aiutare Prue, viene risucchiata all'interno del dipinto. Tuttavia ad un certo punto le due sorelle scoprono che l'uomo non è affatto l'innocente che dice di essere: è in realtà un malvagio stregone, intrappolato nel quadro da una strega buona; la ragazza che ha portato il quadro a Prue è in realtà la sua amante, e ha fatto in modo che il trio avesse il dipinto perché lo liberasse dalla maledizione. Intanto Phoebe cerca disperatamente un lavoro, ma non sentendosi all'altezza fa un incantesimo dell'intelligenza, sebbene siano vietate le magie che servono per scopi personali. Tale incantesimo però la aiuterà a liberare le sue sorelle, mentre lo stregone e la sua amante vengono eliminati. Alla fine Phoebe decide che non tenterà più di usare la magia per risolvere i suoi problemi e che riprenderà gli studi.
- Guest star: Paul Kersey (Malcolm), Holly Fields (Jane Franklin).
- Altri interpreti: Damian Perkins (Joe Lyons).
- Nota. Malcom dice a Prue che aveva impiegato anni a scrivere la richiesta d'aiuto sulla finestra, mentre quando aveva visionato la prima volta il dipinto la scritta sul vetro non c'era, eppure la ragazza gli crede e lo aiuta.

## La musica del diavolo
- Titolo originale: The Devil's Music
- Diretto da: Richard Compton
- Scritto da: David Simkins

### Trama
Quando Piper scopre che il gruppo musicale The Dishwalla è manovrato da un demone, deve aiutare le anime catturate da quest'ultimo per impedire che altri innocenti muoiano. Ma tutto ciò deve farlo assieme alle sorelle, e con Leo, che ricompare nuovamente nella sua vita. 
Demone in questione: Masselin, un demone che ha promesso successo e notorietà al manager della band in cambio di sacrifici umani.
Fortunatamente la questione si risolve per il meglio: il demone viene distrutto dal trio e tutte le vittime liberate. Ma i problemi per Piper non sono finiti a causa del rapporto altalenante che c'è fra lei e Leo. L'angelo bianco infatti è per la maggior parte del tempo impegnato nella sua "missione" di salvaguardare la vita di streghe buone ed innocenti, così che il tempo da dedicare in compagnia di Piper è sempre poco. La questione per Piper si fa più complicata, specie a causa del vicino di casa Dan che sembra suscitare nella strega non poco interesse.
- Special musical guest star: Dishwalla.
- Guest star: Brian Krause (Leo Wyatt), Larry Holden (Jeff Carlton), David Haydn-Jones (Chris Barker).
- Altri interpreti: Chris Nelson (Masselin), Alexandra Picatto (Tina Hitchens), Ralph Garman (DJ), Smalls (Buttafuori), Robert Madrid (Tecnico).

## Prue cambia sesso
- Titolo originale: She's a Man, Baby, a Man!
- Diretto da: Martha Mitchell
- Scritto da: Javier Grillo-Marxuach

### Trama
Durante una torrida Ondata di caldo. A San Francisco stanno avvenendo una serie di omicidi in città e l'agente Morris, che sospetta sin dalla morte di Andy un coinvolgimento delle Halliwell in tutti i casi irrisolti della polizia, chiede aiuto a Prue per cercare di capire chi è il colpevole di questi nuovi crimini. Per impedire che un demone donna uccida altri uomini, Phoebe informa le sorelle delle continue visioni che ha sulle uccisioni di tanti uomini. Per riuscire a scovarla, Prue pronuncia un incantesimo, e si ritrova a vestire i panni di un uomo!
Demone in questione: L'Invasata che si nutre del testosterone degli uomini che seduce. L'invasata inizialmente punta Owen, un bel giovane che Phoebe incontra per caso e dal quale si sente subito attratta, ma poi la sua attenzione si sposta su "Manny", Prue versione uomo. Attirata l'invasata in un vicolo, Prue scoprirà di non avere poteri in veste di uomo, ma comunque le sorelle mettono in fuga la strega demoniaca a cui Morris spara. La strega sembrerebbe inizialmente morta ma la verità è tutt'altra, le sorelle, infatti, scoprono che per far perire l'invasata sarà lei a dover andare da loro e dovrà morire fra le fiamme. L'invasata attira di nascosto Prue e proprio quando tutto sembra essere perduto, grazie all'intervento delle due sorelle Prue trova il coraggio di resistere alla strega che muore fra le fiamme. La serata al P3 finisce bene per tutte le Halliwell, Phoebe è in compagnia di Owen, Piper ha trovato il coraggio di fare la prima mossa con Dan, e così farà Prue con il collega Alan con il quale si trova molto in sintonia.
- Special musical guest star: The Cranberries.
- Guest star: Heidi Mark (Darla\Invasata), Michael McLafferty (Alan Stanton), Lex Medlin (Ispettore Smith), Nick Stabile (Owen Grant).
- Altri interpreti: Georgia Emelin (Jan), Ralph Garman (DJ), Jamison Yang (Medico legale).

## Quella vecchia bacchetta magica
- Titolo originale: That Old Black Magic
- Diretto da: James L. Conway
- Scritto da: Vivian Mayhew e Valerie Mayhew

### Trama
200 anni prima la strega buona Tuatha era divenuta malvagia e aveva iniziato ad usare i suoi poteri contro gli innocenti. Fortunatamente era stata intrappolata e sepolta dentro una caverna, ma poi sventuratamente venne liberata. Nessuna strega ha il potere di sconfiggerla: solo una persona, nota come "l'eletto" può farlo, una persona normale nata per usare la bacchetta di Tuatha contro di lei. Le sorelle e Leo devono aiutare proprio l'eletto, un giovane ragazzo, a controllare la bacchetta che gli è stata destinata, prima che la potente strega se ne impossessi. Così, mentre la strega cattiva è impegnata nel realizzare il suo intento di far perdere i poteri alle tre streghe che le stanno impedendo di raggiungere il suo obiettivo, le sorelle utilizzano per la prima volta lo Scrying, un cristallo che a contatto con una mappa permette d'individuare attraverso la magia il punto in cui si trova la persona cercata. Individuano Tuatha, ma scoprono a loro spese che per le streghe è impossibile distruggerla: sarà Kyle, l'eletto, a farlo al loro posto grazie alla fiducia che pian piano acquisisce in se stesso. Nel frattempo la relazione fra Piper e Leo si fa critica; Piper, infatti, desidera avere al fianco una persona più presente, una persona "normale", e Leo, suo malgrado, capirà questa decisione, così Piper inizierà una storia con il vicino di casa Dan, almeno per il momento. Allo stesso tempo nella vita di Prue sorge un nuovo problema: Jack Sheridan, un gestore di un'altra impresa d'aste simile alla Buckland che sembra quasi voler fare concorrenza a Prue.
- Guest star: Brian Krause (Leo Wyatt), Lochlyn Munro (Jack Sheridan), Jay Michael Ferguson (Kyle Gwideon), Brigid Brannagh (Tuatha).
- Altri interpreti: Pamela Kosh (Betty), John Johnson (Joshua), Maulik Pancholy (Cacciatore 1), Jeremy Rowley (Cacciatore 2), Teddy Lane, Jr. (Direttore).
- Altri interpreti: Matthew Senko (Michael), Liv Boughn (Heather).
- Nota. Karis Paige Bryant, che interpreta Jenny Gordon, in questo episodio esce dal cast principale.

## La voce del pensiero
- Titolo originale: They're Everywhere
- Diretto da: Mel Damski
- Scritto da: Sheryl J. Anderson

### Trama
Phoebe fa volontariato all'ospedale della città, è così che conoscerà Eric, un giovane che assiste il padre degente. Phoebe ha così una delle sue visioni in cui uno stregone o forse un demone infila un ago nella testa di Eric. Nel frattempo Prue e Piper sospettano rispettivamente che Jack e Dan siano degli stregoni per svariati motivi, così sono costrette a fare l'incantesimo per ascoltare i pensieri, per tentare di scoprire se quello che pensano è solo frutto della loro fantasia. Dan supera il test, è un perfetto "umano" e Piper può notarlo dalla fuoriuscita di sangue in seguito ad una ferita. Il risultato non è lo stesso per Jack i cui pensieri sono tutt'altro che innocenti, cosa che porta Prue a pensare di aver avuto ragione riguardo a lui. Phoebe intanto riesce a scoprire l'esistenza dei "collezionisti", stregoni che risucchiano il sapere dai cervelli della gente con un ago. Grazie alla sua ricerca, Phoebe affiancata da Piper scoprirà il dottore del padre di Eric deciso nell'intento di "infilzare" il ragazzo con l'ago delle visioni di Phoebe. Le sorelle salvano almeno per il momento Eric. Piper così, attraverso la lettura del pensiero, viene a conoscenza della leggenda che narra di un libro di antiche profezie, i registri Akascich. I collezionisti vogliono quei registri, e vogliono Eric perché lui sa come trovarli. Nel frattempo Prue grazie all'aiuto di Piper scopre che nemmeno Jack è un demone, anzi, conosce per merito di un suo scherzetto il fratello gemello Jeff che si era "spacciato" per lui. Il trio deve aiutare così Eric dallo zapping cerebrale, e sarà proprio la sete di conoscenza dei demoni a distruggerli.
- Guest star: Lochlyn Munro (Jack Sheridan\Jeff Sheridan), Misha Collins (Eric Bragg), Dean Norris (Dr. Stone), Edouard Saad (Ben Bragg), Jim Antonio (Collezionista), Marcelo Tubert (Guida del museo).

## L'amore di Sam
- Titolo originale: P3 H2O
- Diretto da: John Behring
- Scritto da: Chris Levinson e Zack Estrin

### Trama
Prue, Piper e Phoebe si trovano ad affrontare un demone dell'acqua potentissimo, e con lui affioreranno ricordi, poiché è lo stesso demone responsabile dell'uccisione della loro madre. Mentre cercano disperatamente vendetta, incontrano un uomo di nome Sam che rivela loro una sconvolgente verità. Sam era l'angelo bianco di Patty, la loro madre, che ha perduto il suo potere di angelo quando la sua strega è morta, ma oltre che questo, Sam era anche l'uomo di cui Patty si era innamorata, in seguito alla storia con Victor, padre delle tre streghe. Per sconfiggere il demone le sorelle hanno bisogno del suo aiuto, ma Sam, per paura di perdere di nuovo qualcuno per via del demone dell'acqua, getta sulle tre una polvere che ha il compito di farle addormentare e di rimuovere dalla loro memoria il loro incontro con lui. Fortunatamente interviene Leo che si occupa di far ricordare alle Halliwell quanto è accaduto. Il campo estivo nei pressi del lago è stato riaperto a distanza di anni e tutti i bambini corrono un grave pericolo. Sam decide così di correre in aiuto delle streghe anche per far tacere il senso di colpa che si porta dietro da molto tempo. Grazie ad una visione che Phoebe ha a contatto con Sam, la strega scopre che la mamma stava cercando di distruggere il demone con dei cavi elettrici ma l'arrivo inaspettato di Sam sulla scena l'ha distratta, permettendo al demone di ucciderla. Le Halliwell seguiranno così il metodo a cui aveva pensato la madre, col risultato però che Sam morirà. Tutta questa storia farà riflettere Leo e Piper riguardo alla loro situazione, i due si rivelano di amarsi ancora, ma per il momento la situazione rimarrà inalterata.
- Guest star: Finola Hughes (Patty Halliwell), Scott Jaeck (Sam Wilder), Brian Krause (Leo Wyatt), Lochlyn Munro (Jack Sheridan), Pat Crowley (Mrs. Johnson).
- Altri interpreti: Emmalee Thompson (Prue da bambina), Ferrell Brown (Medico), Lucky Luciano (Bambino).

## La signorina Hellfire
- Titolo originale: Ms. Hellfire
- Diretto da: Craig Zisk
- Scritto da: Constance M. Burge e Sheryl J. Anderson

### Trama
Dopo aver subìto un'aggressione, le sorelle Halliwell devono capire chi vuole la loro uccisione. Nel caso viene coinvolto anche Morris, il poliziotto un tempo collega di Andy, al quale le streghe finalmente rivelano il loro segreto. Nella borsa dell'aggressore le sorelle trovano una lista dei nomi delle vittime delle quali l'unico non segnato, a parte il loro è quello di una donna che l'assassina progettava di uccidere avendo inserito un esplosivo in casa sua. Phoebe e Morris fortunatamente riescono a salvare appena in tempo quella che si rivela essere una strega. Prue si finge così una criminale, Ms Hellfire, per capire chi c'è dietro all'attacco ed il suo capo sarà un uomo dal nome di Bane, dal quale Prue, o meglio "Ms Hellfire" sembra essere piuttosto attratta.
Si tratta di nuovo del giorno venerdì 13, e si tratta di nuovo del demone Barbas che ha ottenuto 24 ore per tornare in libertà e che collabora con i criminali per uccidere le streghe. Barbas fa così un incantesimo a Prue convincendola del fatto che dovrà far fuori i criminali che vogliono uccidere le sue sorelle, ed i "criminali" sono proprio Phoebe e Piper. Fortunatamente le due sorelle faranno rinvenire Prue e così Barbas se ne tornerà negli inferi dopo la mezzanotte.
Nel frattempo Prue scopre di possedere un nuovo potere, la proiezione astrale del suo corpo.
- Special guest star: Antonio Sabàto Jr. (Bane Jessup).
- Guest star: Billy Drago (Barbas), Lochlyn Munro (Jack Sheridan), Courtney Gains (D.J.), Hynden Walch (Marcie Steadwell).
- Altri interpreti: Carlo Castronovo (Willis), Tom Simmons (Medico legale).
- Non accreditati: Wendi Bromley (Ms. Hellfire), Ken Waters (Malek).

## Cupido
- Titolo originale: Heartbreak City
- Diretto da: Michael Zinberg
- Scritto da: David Simkins

### Trama
Le streghe s'imbattono in un Cupido, un essere magico che trova l'amore per le persone, che è minacciato da un demone assetato di odio. Il demone ruba a Cupido l'anello dell'amore per dividere le coppie che Cupido aveva creato. Le sorelle Halliwell distruggono così il demone dell'odio, ma non è finita: si salva grazie all'anello e continua a distruggere l'amore, mettendo in lite prima Piper con Dan e poi Prue con Jack. Cupido comprende che l'unico modo per distruggere il demone è quello di ricostruire le coppie divise e può farlo solo grazie a Phoebe e al suo cuore grande. Le coppie verranno così riunite ed il demone dell'odio distrutto. L'amore trionferà anche per Phoebe che troverà piuttosto "piacevole" la compagnia di un giovane dal nome di Kevin.
- Guest star: Lochlyn Munro (Jack Sheridan), Michael Reilly Burke (Cupido), Clayton Rohner (Drazi).
- Altri interpreti: Tiffany Salerno (Cindy), Brody Hutzler (Max), Jonathan Aubé (Kevin).

## Istinto materno
- Titolo originale: Reckless Abandon
- Diretto da: Craig Zisk
- Scritto da: Javier Grillo-Marxuach

### Trama
Dietro l'abbandono di un neonato, si nasconde qualcosa di soprannaturale. Le sorelle cercano di trovare informazioni sulla famiglia del piccolo, e scoprono che un fantasma vuole ucciderne tutti i membri. Persino il neonato.
Alla fine il fantasma si rivelerà essere l'autista della famiglia del piccolo che cercava di uccidere tutti gli esponenti maschi per vendetta contro la nonna del bambino.
- Guest star: Lochlyn Munro (Jack Sheridan), Stephanie Beacham (Martha van Lewen), J. Kenneth Campbell (Elias Lundy), Hillary Danner (Alexandra van Lewen).
- Altri interpreti: Rick Coy (Gilbert van Lewen), Rolando Molina (Hernandez), Albert Stroth (Agente).
- Non accreditati: Ken Ken Waters (Malek).

## Il risveglio
- Titolo originale: Awakened
- Diretto da: Anson Williams
- Scritto da: Vivian Mayhew e Valerie Mayhew

### Trama
Piper viene punta da un insetto tropicale, nascosto in una delle casse contenenti frutti esotici usati per preparare cocktail al P3. Durante una serata al locale, Piper sviene e Phoebe la porta velocemente in ospedale dove il dottor Williamson si occupa del caso. Il dottor Williamson, infatti, scopre che la malattia di Piper è un'infezione tropicale, rara negli Stati Uniti, nota come febbre di Oroya. Mentre Piper viene sottoposta ad altre analisi, Phoebe intanto fa conoscenza con Nathan (Andrew Ducote), un ragazzino in ospedale che non riesce a guarire dalla sua malattia. Phoebe assicura Nathan che il pupazzetto che il ragazzino porta con sé gli permetterà di guarire.
Nel frattempo, la condizione di Piper peggiora e la ragazza entra in coma. Prue e Phoebe, violando le regole della magia, recitano l'incantesimo del risveglio per salvare la sorella. Per compiere la magia, Prue e Phoebe hanno bisogno di un fantoccio e Phoebe chiede in prestito a Nathan il suo pupazzetto. Ma quando Piper rinviene, anche la malattia viene risvegliata e il fantoccio, adesso dotato di vita propria, inizia a vagare per l'ospedale infettando le persone e diffondendo la febbre di Oroya che, secondo gli studi del dottor Williamson, non sarebbe contagiosa.
Piper viene rimandata a casa, ma gli effetti dell'incantesimo si fanno subito notare. Prue, Piper e Phoebe non si sentono mai stanche e Piper riesce a muoversi velocemente; la febbre di Uroya poi si sta diffondendo. Il dottor Williamson, stupito per la veloce guarigione di Piper e deciso a scoprire come abbia fatto a rinsavire miracolosamente, decide di isolare le tre sorelle per trovare una cura contro le altre vittime della malattia. Prue, Piper e Phoebe, capendo di aver sbagliato a compiere l'incantesimo per interesse personale, annullano la magia, togliendo la vita al fantoccio che stava per infettare anche il piccolo Nathan. Piper cade di nuovo in coma ed è sul punto di morire.
Intanto, Dan è preoccupatissimo per la salute di Piper e non riesce ad abbandonare il suo letto d'ospedale. Leo, invece, per amore di Piper, infrange il codice degli angeli bianchi ed interviene. Quando Piper è clinicamente morta, Leo usa il suo potere e la guarisce permettendole di rinsavire. Piper, svegliandosi, pronuncia il nome di Leo e Dan, seduto vicino a lei, se ne va molto triste. Per il suo gesto, inoltre, Leo viene privato dei suoi poteri di angelo bianco e, adesso che è umano, decide di combattere per avere Piper.
Nel frattempo, Phoebe si iscrive di nuovo all'università e Prue lascia la Buckland. Prue e Jack, infatti, stavano lavorando su un dipinto di Monet, ma Prue aveva scoperto che in realtà era un falso. Tuttavia, il signor Caldwell, capo della Buckland, voleva comunque vendere il dipinto ed anche Jack pareva d'accordo. Prue allora non aveva accettato questo compromesso e, riflettendo anche sulla vicenda di Piper, aveva deciso di trovare un lavoro che la gratificasse maggiormente. Prue lascia anche Jack, ringraziandolo comunque di averle di nuovo aperto gli occhi sul valore della vita.
- Guest star: Brian Krause (Leo Wyatt), Lochlyn Munro (Jack Sheridan), Matthew Glave (Dr. Curtis Williamson), Andrew Ducote (Nathan).
- Altri interpreti: Daniel Reichert (Dr. Seigler), Louisa Abernathy (Angie).
- Non accreditati: Ken Waters (Malek).

## San Valentino
- Titolo originale: Animal Pragmatism
- Diretto da: Don Kurt
- Scritto da: Chris Levinson e Zack Estrin

### Trama
Tre amiche di Phoebe grazie ad un incantesimo di quest'ultima riescono a far diventare uomini tre animali: un maiale, un serpente velenoso e un coniglio. L'incantesimo sarebbe dovuto durare 24 ore ma i tre uomini sono decisi a rimanere tali definitivamente, perciò tengono in ostaggio le ragazze per rintracciare Phoebe. Intanto Piper è indecisa se continuare la sua storia con il vicino di casa Dan, o di riprovare con Leo che, nel frattempo, per sopperire alle carenze economiche della sua nuova vita da mortale inizia a lavorare per Piper nel P3.
- Guest star: Brian Krause (Leo Wyatt), Rafer Weigel (Ethan), Lela Lee (Tessa), Kelly McNair (Andrea), Katie Johnston (Brooke), Christopher Wiehl (Serpente), Tim Griffin (Coniglio), Steve Monroe (Maiale).
- Altri interpreti: Richard Wharton (Professore), Brendon John Kelly (Barista).
- Non accreditati: Ken Ken Waters (Malek).

## Il fascino del male
- Titolo originale: Pardon My Past
- Diretto da: John Paré
- Scritto da: Michael Gleason

### Trama
Phoebe è tormentata dalla sua vita passata, e andando nel passato, scopre una realtà diversa. Negli anni venti, Piper e Prue erano le cugine di Phoebe, la quale possedeva un potere eccezionale che, forse a causa del suo uso poco corretto, è andato perduto. Piper era sposata con Dan e Prue era invece una brillante fotografa. Uno stregone di nome Anthon si era unito a Phoebe nella speranza di poter rubare i poteri alle due Halliwell con l'aiuto di un medaglione molto potente che dona a Phoebe, nel quale vengono assorbiti i poteri usati dalle streghe. Anthon ha inoltre il potere di cambiare forma in chiunque lui voglia e lo utilizzerà per attrarre Piper, trasformandosi nel suo ex amante: Leo. Le due sorelle in seguito ad uno scontro con Phoebe, la condannano in ogni sua vita futura per evitare che si ricongiunga con Anthon che è uno stregone immortale. Nel presente quindi Anthon è ancora vivo e cerca di riunirsi con Phoebe che rischia di perdere la vita. Così Phoebe va alla ricerca dell'amuleto che la può portare alla salvezza. Grazie all'aiuto delle sorelle distruggerà Anthon e potrà tornare nella sua vita presente sana e salva. Nel frattempo Dan inizia a porsi i primi dubbi sul passato di Leo che, da quello che ha scoperto, in realtà non esiste. L'unico Leo Wyatt realmente esistito è morto durante la seconda guerra mondiale. Chissà se ci sarà un modo per mettere a tacere i suoi dubbi.
Le antenate delle sorelle Halliwell: Prudence Bowen, Piper Baxter e Phoebe Russel.
- Guest star: Tyler Christopher (Anton), Jeanette Miller (Christina Larson da anziana).
- Altri interpreti: Daveigh Chase (Christina Larson da bambina).
- Nota. Brian Krause, nel ruolo di Leo Wyatt, a partire da questo episodio entra a far parte del cast principale.

## Il segnale
- Titolo originale: Give Me a Sign
- Diretto da: James A. Contner
- Scritto da: Sheryl J. Anderson

### Trama
Per aiutare Piper a decidere tra Leo e Dan, Phoebe fa un incantesimo per segnalare la persona che la affiancherà durante la sua vita. Prue nel frattempo ha cominciato a dedicarsi alla professione di fotografa, ma viene improvvisamente rapita da un evaso di prigione, Bane Jessup. Piper e Phoebe scopriranno dove è nascosta Prue, grazie all'incantesimo fatto da Phoebe. Ma dietro il rapimento c'è un demone, Litvak, che vuole uccidere Bane (proprio perché l'uomo sa tutto dei demoni), attraverso l'utilizzo di un'arma che cede ai suoi seguaci per ucciderlo. Prue si fiderà di Bane in seguito, in quanto l'uomo si è ferito pur di salvarla dall'attacco di un demone ed è così che fra i due si accenderà la passione. Prue riuscirà così a convincere anche Piper e Phoebe dell'innocenza di Bane e le sorelle la aiuteranno ad eliminare Litvak, un demone che trova l'essenza delle persone mettendosi in contatto mentale con queste. Lo scopo di Litvak è quello di eliminare le streghe per consegnare la loro anima alla Sorgente, e per farlo chiede a Bane di scambiare la sua libertà con la vita delle Halliwell. Bane però, con l'aiuto delle streghe riuscirà a sconfiggere Litvak ed in seguito si costituirà, dopo un dolce e triste addio a Prue. Da tutta questa storia Piper comprende che un incantesimo non serve per capire dove va il cuore.
- Special guest star: Antonio Sabàto Jr. (Bane Jessup).
- Guest star: Steve Railsback (Litvack), Keith Brunsmann (Assistente di Litvack).
- Altri interpreti: Geoff Meed (Demone guardia 1), Sal Rendino (Demone guardia 2).

## L'angelo nero
- Titolo originale: Murphy's Luck
- Diretto da: John Behring
- Scritto da: David Simkins

### Trama
Prue sta cercando lavoro presso una casa giornalistica come fotografa. Il capo le chiede, prima di assumerla, uno scatto su una donna, Maggie Murphy, persona da sempre altruista e buona con il prossimo ma la cui vita improvvisamente è cambiata verso il peggio. Prue incontra la ragazza, vittima di un angelo nero, e per salvarla compirà un incantesimo su lei per rendere la sua vita più fortunata. Facendo questo però viene presa di mira dal malefico angelo e portata al suicidio. Leo spiega alle Halliwell che gli angeli neri portano al suicidio, facendo sentire responsabile la vittima di ogni sofferenza altrui, quelli che un giorno potrebbero divenire angeli bianchi così da impedire che il loro compito si attui. Leo, riacquista i suoi poteri per salvare Prue. Nel frattempo la situazione sentimentale di Piper si fa problematica, ormai ne è certa: l'amore della sua vita è Leo. I due così si riavvicineranno. Il problema sarà rivelare il tutto al povero Dan.
- Guest star: Arnold Vosloo (Angelo nero), Amy Adams (Maggie Murphy), Kent Faulcon (Gil Corso).

## L'eterna giovinezza
- Titolo originale: How to Make a Quilt Out of Americans
- Diretto da: Kevin Inch
- Scritto da: Javier Grillo-Marxuach e Robert Masello

### Trama
Un'anziana amica di famiglia delle sorelle Halliwell torna a San Francisco, ma ben presto le sorelle hanno un presentimento: la vecchia amica non può avere un secondo fine? Ed il presentimento è fondato. L'anziana, assieme alle sue amiche, invoca Cryto, il demone della vanità che in passato donava alle persone che lo desideravano, giovinezza, bellezza e salute. Il demone è stato poi privato del suo corpo, così il compito delle tre anziane è quello di ricucirgli un nuovo corpo e di dare qualcosa in cambio della bellezza: il potere del trio. La vecchia riesce a rubare la formula per privare le Halliwell dei poteri così da trasferirli nel demone, eppure il trio avrà la meglio poiché Cryto non conosce a fondo i suoi poteri quanto le tre streghe che, riacquisiti i poteri, lo distruggeranno, senza però poter salvare la "zia" Gale. Nel frattempo è giunto per Piper il momento della scelta: lascerà così Dan con la volontà di provare fino in fondo a vivere la storia d'amore con Leo.
- Guest star: Cameron Bancroft (Cryto), Anne Haney (Gail Altman), Pamela Gordon (Amanda), Lucy Lee Flippin (Helen).

## Mondo di celluloide
- Titolo originale: Chick Flick
- Diretto da: Michael Schultz
- Scritto da: Zack Estrin e Chris Levinson

### Trama
Il trio s'imbatte in un nuovo demone: si tratta del demone dell'illusione che s'infiltra nei film per agire negativamente sugli spettatori e che fa diventare realtà tutti gli antagonisti dei film, e per ucciderli, le sorelle cercano disperatamente un rimedio. Anche Billy però, un noto personaggio del cinema, farà la sua apparizione nel mondo reale, rendendo felice Phoebe, sua accanita fan, proprio in un momento in cui la strega non sa ancora che cosa volere dagli uomini. Distrutto il demone, le sorelle ritorneranno alla vita di tutti i giorni, fatta eccezione per Phoebe, che per un po' sognerà ancora il suo eroe Billy.
- Guest star: Kent Faulcon (Gil Corso), Chris Payne Gilbert (Billy Appleby), Robin Atkin Downes (Demone dell'illusione), Mark Lindsay Chapman (Finley Beck).
- Altri interpreti: Leslie Lauten (Sally Mae), Olivia Summers (Bloody Mary), JP Romano (Killer).

## Il segreto di Leo
- Titolo originale: Ex Libris
- Diretto da: Joel J. Feigenbaum
- Scritto da: Peter Chomsky e Brad Kern

### Trama
Phoebe cerca di aiutare il fantasma di Charlene, una giovane studentessa che è stata uccisa da un demone chiamato Libris per evitare che lei pubblicasse la sua tesi in cui è provata l'esistenza dei demoni. Con l'aiuto di Prue, Phoebe e Charlene cercano di eliminare Libris prima che il demone possa uccidere anche Phoebe. Dopo esserci riuscite, Prue e Phoebe sono sorprese di sapere che il fantasma di Charlene, prima di poter passare al suo stadio successivo di esistenza, deve aiutare Prue a risolvere l'omicidio di un'altra ragazza, figlia del sig. Wilson, un uomo che lotta per trovare dei testimoni e smascherare il vero assassino. Nel frattempo, gli sforzi di Piper per preparare il suo night club prima di un'esibizione dal vivo della rock band di successo dei Goo Goo Dolls sono interrotti quando Dan rivela notizie inaspettate sul passato di Leo: l'uomo in passato era sposato! Piper va a trovare Lillian, la donna con cui Leo è stato brevemente sposato 50 anni prima, ma si rende comunque conto che quella era un'"altra vita" per Leo.
- Special musical guest star: Goo Goo Dolls.
- Guest star: Rebecca Cross (Charlene Hughes), Cleavant Derricks (Cleavant Wilson), Peg Stewart (Lillian Wyatt).
- Altri interpreti: Jeremy Roberts (Gibbs).
- Non accreditati: Scott Lincoln (Libris).

## Le tre scimmie
- Titolo originale: Astral Monkey
- Diretto da: Craig Zisk
- Scritto da: David Simkins e Constance M. Burge

### Trama
Il dottor Wiliamson, che aveva studiato il caso di Piper (quando era stata malata per la febbre di Uroya), scopre il segreto delle sorelle iniettando il loro sangue nel corpo di tre scimmie che acquistano i rispettivi poteri, e a causa di una trasfusione di sangue, ottiene tutti i loro poteri anche lui. Lo scopo del dottore era quello di cercare di trovare un rimedio alla febbre di Uroya che Piper aveva sconfitto con tanta rapidità, eppure il dottore inizia a utilizzare i poteri nella maniera sbagliata. In seguito le tre sorelle provano a curarlo ma non ci riescono quindi non trovano altra soluzione tranne quella di ucciderlo anche se con questa decisione Piper non è d'accordo e si sente in colpa.
- Guest star: Matthew Glave (Dr. Curtis Williamson), Jim Davidson (Evan Stone).
- Altri interpreti: Milt Tarver (Dr. Jeffries), Susan Santiago (Lucy), Jack Maxwell (Barry).
- Non accreditati: Ken Waters (Malek).

## I quattro dell'apocalisse
- Titolo originale: Apocalypse Not
- Diretto da: Michael Zinberg
- Scritto da: Sanford Golden e Sheryl J. Anderson

### Trama
Prue e un essere sconosciuto finiscono in una realtà nascosta, e Piper e Phoebe sono costrette a collaborare con i tre compagni dell'uomo finito con Prue. Presto le due sorelle scoprono che in realtà, hanno a che fare con i quattro cavalieri dell'Apocalisse.
- Guest star: Geoffrey Blake (Pestilenza), Patrick Kilpatrick (Morte), Jeff Ricketts (Carestia), Brian Thompson (Guerra).
- Altri interpreti: Paula Cole (Se stessa).

## Desideri pericolosi
- Titolo originale: Be Careful What You Witch For
- Diretto da: Shannen Doherty
- Scritto da: Chris Levinson, Zack Estrin e Brad Kern

### Trama
Le sorelle s'imbattono in un vaso da dove esce un genio, che le costringe a esaudire tre desideri. Phoebe con il suo otterrà così un nuovo potere: la levitazione, potere che però il genio ha "preso in prestito" a un demone che con tutte le forze lo vuole indietro. Prue con il suo desiderio ritorna diciassettenne, mentre Piper, avendo desiderato che Dan invecchi con serenità, si ritroverà un vicino di casa molto cresciuto, anzi, vecchio. Il demone viene a cercare le streghe, una delle quali, Prue, non possiede più i poteri, essendo troppo giovane. Così i desideri risulteranno fatali per una delle tre sorelle: Prue muore pugnalata. Il genio decide così di sacrificare la sua libertà e di rientrare dentro il vaso annullando così ogni desiderio. Dan torna quello di prima anche se ora ha scoperto tutto del potere del trio, Phoebe ha perso il suo potere, ma la Prue del presente è ormai morta. Così Phoebe richiamerà dal vaso il genio per esaudire il desiderio di far resuscitare la sorella. Le tre Halliwell sconfiggono così il demone. Come secondo desiderio Piper chiede che Dan possa vivere tranquillamente e che possa dimenticare tutto. Desiderio esaudito. L'ultimo desiderio verrà utilizzato per far trasformare il genio in umano rendendolo finalmente libero. Nel frattempo, per la prima volta, Piper chiede a Leo di portarla assieme a lui dal suo "capo".
L'episodio si conclude con Prue che chiude la porta di casa con il suo potere telecinetico.
- Guest star: French Stewart (Genio), Marcus Graham (Drago warlock), Josh Hutchinson (Dick), Jeff Corey (Membro del concilio infernale 1), J.G. Hertzler (Membro del concilio infernale 2), Zitto Kazann (Membro del concilio infernale 3).